# Jakub Hanecki
Jakub Hanecki, ros. Якуб Станиславович Ганецкий, właśc. Jakub Fürstenberg, ps. partyjne: Kuba, Mikoła, Maszynist (ur. 15 marca 1879 w Warszawie, zm. 26 listopada 1937 w Moskwie) – socjaldemokrata i komunista, bliski współpracownik i skarbnik Lenina, wiceprzewodniczący Polrewkomu 1920, uczestnik negocjacji pokojowych w Rydze po stronie sowieckiej, dyplomata i wysoki urzędnik państwowy RFSRR i ZSRR. Ofiara "wielkiej czystki".

## Życiorys
Syn Szaji Firsztenberg i Chany z Gościnnych. Rodzice byli bogatymi kupcami. Od 1896 roku zaangażowany w działalność Socjaldemokracji Królestwa Polskiego. W młodości wyjechał by studiować w Europie Zachodniej (Berlin – Heidelberg – Zurych).

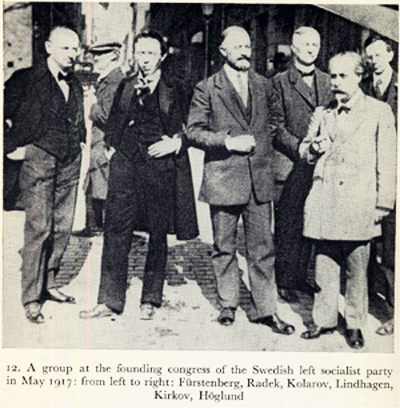
Jakub Hanecki, Karol Radek, bułgarscy socjaldemokraci: Wasił Kołarow i Georgi Kirkow i socjaldemokraci szwedzcy: Carl Lindhagen i Zeth Höglund. Sztokholm maj 1917

Jeden z czołowych działaczy Socjaldemokracji Królestwa Polskiego i Litwy (od 1902). Uczestniczył w pracach II, IV i V Zjazdu SDPRR, reprezentując SDKPiL jako organizację autonomiczną SDPRR. Uczestnik rewolucji 1905 roku w Warszawie. W 1906 roku organizował ucieczkę Róży Luksemburg z carskiego więzienia. W tym też roku aresztowany, osadzony na Pawiaku a potem zesłany do Rosji. Po ucieczce wznowił działalność w partii. W latach 1903–1909 był jednym z przywódców SDKPiL (najpierw zastępca, a od 1908 r. członek Zarządu Głównego, w latach 1905 i 1906 skarbnik partii). Pierwotnie zwolennik R. Luksemburg w jej konflikcie z organizacją krajową SDKPiL. W 1909 r. zawieszony w prawach członka ZG SDKPiL w związku z jego publiczną krytyką kierownictwa partii w kwestii alienacji władz partii od partyjnych dołów. W 1912 r. Hanecki ustąpił z władz SDKPiL nie zgadzając się z siłowymi metodami zwalczania opozycji w partii stosowanymi przez ZG SDKPiL. W latach 1912–1914 przebywał w Galicji, gdzie pomógł w uwolnieniu Włodzimierza Lenina z więzienia w Nowym Targu. W listopadzie 1913 roku mieszkał w Krakowie gdzie poślubił Gitel Kelner. Według aktu ślubu w gminie żydowskiej był „słuchaczem prawa”. 
Po wybuchu I wojny światowej przybył do Szwajcarii, gdzie przejął faktyczną kontrolę nad działalnością emigracyjnej części SDKPiL.
Po rewolucji lutowej i obaleniu caratu wiosną 1917 roku uczestniczył wspólnie z Parvusem w negocjacjach z Niemcami w kwestii przewiezienia Lenina i innych emigracyjnych rosyjskich działaczy rewolucyjnych tranzytem ze Szwajcarii przez terytorium Niemiec i neutralnej Szwecji do Rosji. Nastąpiło to w kwietniu 1917, Hanecki osobiście jechał w pociągu tranzytowym). Wspomagał finansowo SDPRR(b) prowadząc nielegalne interesy w Skandynawii i pośredniczył (również wspólnie z Parvusem) w transferze środków niemieckiego sztabu generalnego na działalność partii bolszewików w Rosji w roku 1917. Stworzył w Skandynawii aparat przerzutu rewolucjonistów zamieszkałych w Europie Zachodniej do rewolucyjnej Rosji. Członek trzyosobowego Biura Zagranicznego KC SDPRR(b) - oficjalnej reprezentacji partii bolszewickiej za granicą.
W 1918 roku otrzymał tekę ludowego wicekomisarza finansów, zarządzał Bankiem Ludowym RFSRR. W 1920 roku wszedł w skład Polrewkomu, parę miesięcy później uczestniczył w rokowaniach pokojowych w Mińsku i Rydze (m.in podpisywał ze strony radzieckiej umowę z Polską o repatriacji). W latach 1920–1922 radca handlowy RFSRR na Łotwie. 18 października 1921 podpisał w imieniu RFSRR traktat w Karsie (traktat przyjaźni pomiędzy Gruzińską SRR, Armeńską SRR i Azerbejdżańską SRR a kemalistowską Turcją, gwarantowany przez RFSRR). Jeden z najbliższych współpracowników Lenina aż do jego śmierci.
Do roku 1923 był naczelnikiem wydziału zachodniego Ludowego Komisariatu Spraw Zagranicznych (Narkomindieł) RFSRR. W latach 1923–1925 członek kolegium komisariatu handlu zagranicznego ZSRR, w latach 1925–1930 członek kolegium handlu zagranicznego i wewnętrznego ZSRR. W latach 1929–1932 członek Prezydium Najwyższej Rady Gospodarki Narodowej ZSRR (WSNCh), członek prezydium Głównego Komitetu Koncesyjnego ZSRR.
W latach dwudziestych skutecznie pertraktował w Polsce o przekazanie ZSRR tzw. archiwum Lenina, czyli dokumentów z okresu pobytu Lenina w Polsce (osobistych, skonfiskowanych przez Austriaków w 1914 i dotyczących działalności partii bolszewickiej).
Od 1932 do 1935 roku stał na czele Państwowego Zjednoczenia Muzyki, Estrady i Cyrku (Государственное объединение музыки, эстрады и цирка, Гoмэц), w latach 1935–1937 dyrektor Muzeum Rewolucji.
W okresie wielkiej czystki 18 lipca 1937 aresztowany przez NKWD. 26 listopada 1937 skazany na śmierć przez Kolegium Wojskowe Sądu Najwyższego ZSRR z zarzutu o zdradę Ojczyzny, terroryzm i działalność kontrrewolucyjną, stracony tego samego dnia. Ciało skremowano w krematorium na Cmentarzu Dońskim, prochy pochowano anonimowo (obecnie mogiła zbiorowa nr 1 na Nowym Cmentarzu Dońskim).
Zrehabilitowany postanowieniem Kolegium Wojskowego Sądu Najwyższego ZSRR 4 listopada 1954.

## Rodzina
7 listopada 1913 roku poślubił w Krakowie Gitel Kelner (Gizela Hanecka) wyznania mojżeszowego. Sam Jakub wylegitymował się w chwili ślubu świadectwem bezwyznaniowości.
Jego żona Gizela (22.08.1889—10.12.1937), pracownik  Instytutu Marksa-Engelsa-Lenina, aresztowana przez NKWD w dwa dni po aresztowaniu męża (20 lipca 1937), skazana na śmierć i stracona 10 grudnia 1937 (w dwa tygodnie po skazaniu i straceniu męża), zrehabilitowana 4 grudnia 1954.
Jego syn Stanisław (1913-1938), alpinista i słuchacz czwartego roku Akademii Inżynieryjnej Sił Powietrznych ZSRR również aresztowany podczas "wielkiej czystki", skazany przez Kolegium Wojskowe SN ZSRR na śmierć z zarzutu szpiegostwa, stracony i pochowany anonimowo w miejscu egzekucji Kommunarka 14 czerwca 1938, zrehabilitowany 4 grudnia 1954.
Córka Hanna (1917—1976), po aresztowaniu ojca skazana na 10 lat więzienia, spędziła w obozach koncentracyjnych Gułagu łącznie 18 lat i po rehabilitacji w 1956 powróciła do Moskwy, gdzie zmarła w 1976.